# Trofeo NHK 2010
El Trofeo NHK de 2010 fue la primera competición del Grand Prix de patinaje artístico sobre hielo de la temporada 2010-2011. Tuvo lugar en Nagoya, Japón, entre el 22 y el 24 de octubre de 2010. Organizada por la federación de patinaje sobre hielo de Japón, la competición sirvió de clasificatorio para la final del Grand Prix.

## Resultados

### Patinaje individual masculino
| Clasificación | Nombre               | País           | Puntuación total | Programa corto | Programa corto | Programa libre | Programa libre |
| ------------- | -------------------- | -------------- | ---------------- | -------------- | -------------- | -------------- | -------------- |
| 1             | Daisuke Takahashi    | Japón          | 234,79           | 1              | 78,04          | 1              | 156,75         |
| 2             | Jeremy Abbott        | Estados Unidos | 218,19           | 2              | 74,62          | 3              | 143,57         |
| 3             | Florent Amodio       | Francia        | 213,77           | 4              | 70,01          | 2              | 143,76         |
| 4             | Yuzuru Hanyu         | Japón          | 207,72           | 5              | 69,31          | 4              | 138,41         |
| 5             | Shawn Sawyer         | Canadá         | 193,80           | 3              | 70,15          | 8              | 123,65         |
| 6             | Takahito Mura        | Japón          | 191,85           | 9              | 63,20          | 6              | 128,65         |
| 7             | Jialiang Wu          | China          | 189,58           | 8              | 64,06          | 7              | 125,52         |
| 8             | Kevin van der Perren | Bélgica        | 189,41           | 11             | 55,31          | 5              | 134,10         |
| 9             | Ross Miner           | Estados Unidos | 186,62           | 7              | 64,85          | 10             | 121,77         |
| 10            | Adrian Schultheiss   | Suecia         | 181,47           | 10             | 62,24          | 11             | 119,23         |
| 11            | Jeremy Ten           | Canadá         | 176,48           | 12             | 54,48          | 9              | 122,00         |
| 12            | Denis Ten            | Kazajistán     | 171,68           | 6              | 68,74          | 12             | 102,94         |

### Patinaje individual femenino
| Clasificación | Nombre               | País           | Puntuación total | Programa corto | Programa corto | Programa libre | Programa libre |
| ------------- | -------------------- | -------------- | ---------------- | -------------- | -------------- | -------------- | -------------- |
| 1             | Carolina Kostner     | Italia         | 164,61           | 1              | 57,27          | 2              | 107,34         |
| 2             | Rachael Flatt        | Estados Unidos | 161,04           | 3              | 53,69          | 1              | 107,35         |
| 3             | Kanako Murakami      | Japón          | 150,16           | 2              | 56,10          | 5              | 94,06          |
| 4             | Kiira Korpi          | Finlandia      | 148,44           | 5              | 52,60          | 4              | 95,84          |
| 5             | Ashley Wagner        | Estados Unidos | 143,73           | 4              | 52,93          | 6              | 90,80          |
| 6             | Elene Gedevanishvili | Georgia        | 141,52           | 9              | 44,51          | 3              | 97,01          |
| 7             | Caroline Zhang       | Estados Unidos | 133,86           | 6              | 50,71          | 9              | 83,15          |
| 8             | Mao Asada            | Japón          | 133,40           | 8              | 47,95          | 8              | 85,45          |
| 9             | Victoria Helgesson   | Suecia         | 130,11           | 10             | 43,66          | 7              | 86,45          |
| 10            | Léna Marrocco        | Francia        | 122,03           | 11             | 41,67          | 10             | 80,36          |
| 11            | Jenna McCorkell      | Reino Unido    | 121,52           | 7              | 49,07          | 11             | 72,45          |
| 12            | Diane Szmiett        | Canadá         | 88,33            | 12             | 31,90          | 12             | 56,43          |

### Patinaje en parejas
| Clasificación | Nombre                             | País           | Puntuación total | Programa corto | Programa corto | Programa libre | Programa libre |
| ------------- | ---------------------------------- | -------------- | ---------------- | -------------- | -------------- | -------------- | -------------- |
| 1             | Pang Qing / Tong Jian              | China          | 189,37           | 1              | 67,10          | 1              | 122,27         |
| 2             | Vera Bazárova / Yuri Larionov      | Rusia          | 173,83           | 2              | 60,16          | 2              | 113,67         |
| 3             | Narumi Takahashi / Mervin Tran     | Japón          | 155,66           | 3              | 57,23          | 4              | 98,43          |
| 4             | Caitlin Yankowskas / John Coughlin | Estados Unidos | 154,88           | 6              | 54,19          | 3              | 100,69         |
| 5             | Caydee Denney / Jeremy Barrett     | Estados Unidos | 152,38           | 4              | 55,03          | 7              | 97,35          |
| 6             | Mylène Brodeur / John Mattatall    | Canadá         | 151,97           | 5              | 54,28          | 6              | 97,69          |
| 7             | Maylin Hausch / Daniel Wende       | Alemania       | 148,31           | 7              | 50,49          | 5              | 97,82          |
| 8             | Zhang Yue / Wang Lei               | China          | 138,55           | 8              | 49,72          | 8              | 88,83          |

### Danza sobre hielo
| Clasificación | Nombre                            | País            | Puntuación total | Danza corta | Danza corta | Danza libre | Danza libre |
| ------------- | --------------------------------- | --------------- | ---------------- | ----------- | ----------- | ----------- | ----------- |
| 1             | Meryl Davis / Charlie White       | Estados Unidos  | 165,21           | 1           | 66,97       | 1           | 98,24       |
| 2             | Kaitlyn Weaver / Andrew Poje      | Canadá          | 141,57           | 2           | 58,69       | 3           | 82,88       |
| 3             | Maia Shibutani / Alex Shibutani   | Estados Unidos  | 136,93           | 5           | 53,68       | 2           | 83,25       |
| 4             | Yelena Ilinyj / Nikita Katsalápov | Rusia           | 135,05           | 3           | 56,89       | 4           | 78,16       |
| 5             | Anna Cappellini / Luca Lanotte    | Italia          | 127,43           | 4           | 55,68       | 5           | 71,75       |
| 6             | Lucie Myslivečková / Matěj Novák  | República Checa | 115,17           | 6           | 45,20       | 6           | 69,97       |
| 7             | Cathy Reed / Chris Reed           | Japón           | 114,52           | 7           | 44,90       | 7           | 69,62       |
| 8             | Penny Coomes / Nicholas Buckland  | Reino Unido     | 109,80           | 8           | 43,52       | 8           | 66,28       |
| 9             | Yu Xiaoyang / Wang Chen           | China           | 102,65           | 9           | 43,50       | 9           | 59,15       |
| 10            | Dora Turoczi / Balazs Major       | Hungría         | 87,40            | 10          | 32,68       | 10          | 54,72       |